# Wilhelm Behrens
Wilhelm Behrens (Berlino, 23 agosto 1888 – Lotte, 15 agosto 1968) è stato un generale tedesco della Wehrmacht durante la seconda guerra mondiale.

## Biografia

### I primi anni e la prima guerra mondiale
Behrens entrò a fare parte dell'esercito imperiale tedesco come cadetto dell'11º reggimento lancieri il 25 novembre 1908. Il 16 giugno 1910 venne promosso tenente e con tale grado prese poi parte alla prima guerra mondiale dove fu impiegato sul fronte occidentale. Con il suo reggimento fu inizialmente schierato in Lorena. A settembre 1914 combatté ad Amiens e a Compiègne e poi in Belgio e nella Francia settentrionale. Nel 1915 Behrens venne nominato capo squadrone e venne schierato nella regione dei Vosgi dall'aprile del 1915. A metà del 1916, venne spostato nuovamente in Belgio per poi essere trasportato sul fronte orientale alla metà di dicembre di quello stesso anno, venendo coinvolto con il proprio reggimento in pesanti combattimenti nella zona di Dünaburg, in Livonia. Dopo il trattato di pace di Brest-Litovsk del 3 marzo 1918, venne ritirato dal fronte orientale e portato sul fronte occidentale dove rimase sino alla fine della guerra. Nel 1918 venne trasferito con il suo reggimento a Osterburg e nel dicembre di quello stesso anno venne smobilitato. Nel 1919, Behrens divenne capo dell'11ª divisione di volontari degli ulani.

### Dal Reichswehr alla seconda guerra mondiale
A partire dal 1º gennaio 1921 Behrens si unì all'11º reggimento di cavalleria come ufficiale e capo plotone, venendo poi nominato a capo del 3º squadrone dal 1º ottobre 1923. Il 1º ottobre 1925 venne trasferito al 1º reggimento di cavalleria di Insterburg dove assunse sempre la posizione di capo squadrone. Venne quindi trasferito a Tilsit il 1º ottobre 1932, dove divenne capo del 4º squadrone dello stesso reggimento. Ricoprì tale carica sino al 30 settembre 1932, venendo poi promosso maggiore e trasferito nello staff del suo reggimento. Due anni dopo, venne assegnato al 12º reggimento di cavalleria di stanza a Dresda, sempre con compiti di staff.
Dopo la fondazione della Wehrmacht, a marzo del 1935, Behrens venne assegnato al 10º reggimento di fanteria, anch'esso di stanza a Dresda, del quale fu nominato comandante del 2º battaglione il 1º ottobre di quello stesso anno. Inizialmente di stanza a Königsbrück, in seguito venne trasferito a Kamenz. Il 1º ottobre 1938 ottenne la promozione a colonnello e divenne comandante della scuola di fanteria di Berlino.
Dopo la fine della campagna in Polonia ottenne il comando del 106º reggimento di fanteria, il quale era parte della 15ª divisione di fanteria impegnata sul fronte occidentale (Saarpfalz). Con il suo reggimento, Behrens fu quindi schierato sul fronte occidentale come parte della 15ª divisione di fanteria. Il reggimento fu quindi spostato sul fronte orientale, dove fece parte della 15ª divisione di fanteria nel gruppo militare centrale Mogilev - Jelna - Smolensk - Vyazma, marciando poi verso Mosca. Nel corso della battaglia di Mosca, il reggimento di Behren si trovò il 20 dicembre 1941 nella zona di Iklinskoje a ovest del fiume Nara, subendo pesanti contrattacchi sovietici negli ultimi giorni di dicembre. La difesa della zona di Iklinskoje, la cui perdita avrebbe comportato il ritiro della 4ª armata, ebbe un ruolo decisivo per l'esercito tedesco. Il reggimento di Behren fu tuttavia in grado di respingere gli attacchi sovietici sino al 24 dicembre 1941 pur con gravi perdite e quindi riuscì inizialmente a stabilizzare la situazione della 4ª armata. Per questo risultato, Behrens ricevette la croce di cavaliere della Croce di ferro il 20 marzo 1942. Nel frattempo, in precedenza, era stato assegnato il 31 dicembre 1941 alla guida della 328ª divisione di fanteria.
A marzo del 1942 venne avviato in marcia verso il fronte orientale. Durante le operazioni di avvicinamento Behrens fu ferito da un attacco nemico, tanto che il 10 gennaio 1942 venne trasferito in riserva per il tempo della sua guarigione, che durò fino a marzo del 1942. Rimase nell'ospedale di Königsberg. Il 1º giugno 1942, Behrens divenne il comandante della 193ª divisione di stanza a Pilsen e poi a Praga. La divisione non venne impegnata direttamente negli scontri durante il periodo di comando di Behrens. Il 1º giugno 1944, Behrens venne riposto in riserva per poi venire pensionato definitivamente il 30 settembre 1944, all'età di 56 anni. Pur avendo abbandonato la carriera militare ed essersi ritirato a vita civile venne tratto prigioniero dai sovietici e tale rimase dal 20 aprile 1946 al 20 ottobre 1949.